# 폴 얀센

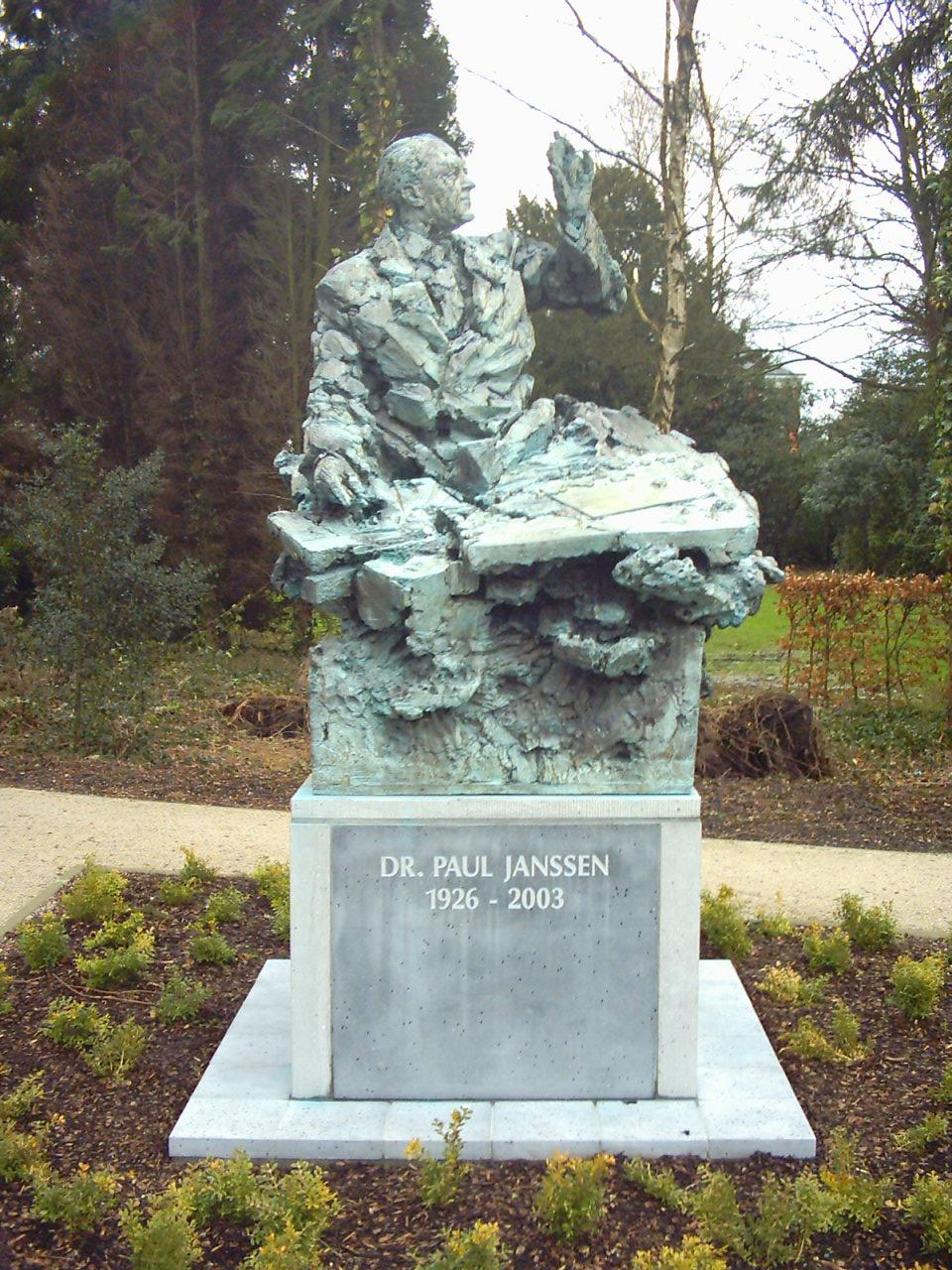
폴 얀센의 동상

폴 얀센(Paul Janssen, 본명: Paul Adriaan Jan, Baron Janssen, 1926년 9월 12일 ~ 2003년 11월 11일)은 벨기에의 의사이다. 20,000명 이상의 직원이 있는 의약기업 얀센제약의 창립자이다.(현재는 존슨앤존슨의 자회사)
1957년 4월 16일, 도라 아츠와 결혼했다.
군 복무를 하던 중 그리고 1952년까지 쾰른 대학교의 약리학부에서 공부했다. 벨기에로 돌아와 헨트 대학교에서 1938년에 노벨 생리학·의학상을 수상한 코르네유 하이만스 밑에서 파트 타임으로 일했다.
2003년 교황청 과학원(1990년부터 회원) 설립 400주년에 참석하던 중 이탈리아 로마에서 사망했다.